# Lenny és Twiek szerint a világ
A Lenny és Twiek szerint a világ (német cím: Lenny & Twiek) német-magyar televíziós 2D-s számítógépes animációs sorozat. Lenny a kíváncsi kisegér és a még kíváncsibb barátja Twiek kalandra indulnak nap mint nap. Lenny és Twiek 5 perces kalandjait Magyarországon először az M2 sugározta, majd 2009-2010-ig a Minimaxon volt látható. A sorozatot Jürgen Egenolf és Szilágyi Varga Zoltán rendezték. Lenny német hangja: Celina Günther. Twiek német hangja: Max von der Groeben

## Magyar hangok
- Lenny – Penke Bence
- Twiek – Kántor Kitty
- Főcímdal – Vincze Gábor Péter

## Epizódok
1. A nevetés
2. Árnyékok
3. A bizonytalan tenger
4. Milyen nagy az ég?
5. A rosszkedv
6. A nevetés
7. A semmi
8. A másik oldal
9. A repülés
10. A felhők
11. A honvágy
12. A hold
13. Örökkévalóság
14. Az álom
15. A zene
16. A kincskeresés
17. Az idő
18. A festék
19. A víz alatt
20. Az angyal
21. Nyomok a hóban
22. A takarítás
23. A bóbita
24. Űrutazás
25. Nagy és kicsi
26. Szembekötősdi
27. A bátorság próbája